# Чилийски посум
Чилийски посум (Dromiciops gliroides, на испански: Monito del Monte в превод малка планинска маймунка) е миниатюрен торбест бозайник и единствен съвременен представител на разред Microbiotheria. Въпреки че не е представител на подразред Посуми (Phalangeriformes) и още повече не се среща в Австралия той е наречен посум. Основната причина да бъде наричан по този начин е фактът, че видът макар и изолиран е в по-близко родство с австралийските торбести, отколкото с американските опосуми.

## Разпространение
Видът е разпространен в южно и централно Чили на юг от град Консепсион до остров Чилое включително. Среща се и в тясна ивица на западна Аржентина, част от територията на национален парк Науел Уапи.

## Местообитание
Чилийският посум обитава хладни и влажни широколистни гори от Валдивски тип като основно обитават гъсталаци от чилийски бамбук (Chusquea sp.). Той е нощно дървесно животно изграждащо гнезда от бамбукови листа, облицовани с мъх или трева. Гнездата са разположени в скални цепнатини, по дървета или по земята. Те са с диаметър около 20 cm, уютни и защитени от влага и служат за защита на животните от студ, а когато температурите през зимата спаднат и хранителните ресурси станат оскъдни малките бозайници спят в тях зимен сън. По време на съня обмяната на веществата намалява, а сърдечната дейност спада от 230 на 30 удара в минута. Периодът на вцепенение продължана от няколко часа до максимум пет дена.

## Произход и еволюция
Проучвания сочат, че Чилийският посум е вид тясно свързан с австралийските торбести и е в по-близко родство с тях отколкото с американските торбести. Малки праисторически кости открити във ферма в Куинсланд сочат връзката на вида с Австралия. Костите са от представител на древния род Djarthia живял преди около 55 милиона години в Източна Гондвана. Това е примитивен роднина на Чилийския посум. Вероятно предците на вида са се отделили от останалите австралийски торбести преди около 46 милиона години .

## Хранене
Посумите се хранят предимно с ларви и какавиди на насекоми и по-рядко малки гръбначни и плодове. В основата на опашката си трупа мазнини, които се използват като източник на енергия по време на зимния си сън.

## Морфологични характеристики
Чилийският посум е малък бозайник с размери малко по-големи от мишка. Дължината на тялото му е 83 – 130 mm, на опашката 90 – 132 mm, а теглото му е от 17 до 31 грама. Женските са видимо по-дълги и тежки от мъжките. Козината му е светлобежова до сива копринено мека и къса. Последните две трети от опашката е тъмно кафява. Муцунката е светло сива с черни кръгове около очите. Ушите са неголеми, закръглени с къси косми по тях. Опашката е дебела в основата си и бързо иртънява към края. Кожната торба е добре развита светлокафява на цвят с 4 сукални зърна.

## Размножаване
Периодът на размножаването е през пролетта като за кратко образуват двойки. Раждат през ноември . Броят на малките в торбата е ограничен от четирите сукални зърна и затова техния брой варира от 1 до 4. Новородените остават в марсупиума около два месеца. От края на декември постепенно започват да излизат навън за кратки изследователски разходки, които постепенно се увеличават по честота и продължителност. С нарастването си напълно напускат торбата и остават да живеят в гнездото. През нощта обикновено се залавят за гърба на майката като я придружават по време на лов. Младите остават за известен период във връзка с нея и след отбиването. Половата зрялост и при двата пола настъпва на втората година.

## Природозащитен статус
Видът е почти застрашен. Основните заплахи пред него се смятат за загубата на местообитания и фрагментацията им. През последните години числеността на чилийския посум намалява в резултат на изсичането на горите за дървен материал и замяната им с нови борови и евкалиптови насаждения. Туризмът и урбанизацията под формата изграждане на магистрали и хидроелектрически комплекси също влияят върху естествените местообитания. Не на последно място сериозна заплаха се оказва и интродукцията на сивия плъх.

## Роля в екосистемата
Проучване, извършено в умерените гори на Южна Аржентина установява връзката в разпространението на имел от вида Tristerix corymbosus и малките бозайници. Чилийският посум е единственото средство за разпространение на семената от този вид. Той се храни с плодове от имела и посредством изпражненията разпространява и семената му. Учените предполагат, че съвместната еволюция на двата съвременни вида може би е започнала преди около 60 – 70 млн. години. Освен в разпространението на имела, който е изцяло зависим от малкия бозайник около 80% от растенията образуващи месести плодове го използват като механичен преносител за разпространението на семената им.

## Други
Според местните жители се смята за лош късмет ако чилийски посум влезе в дома.